# Баал I
Баал I (д/н — бл. 660 до н. е.) — цар міста-держави Тіра в 680—660 роках до н. е.

## Життєпис
Про походження відсутні достеменні відомості. Напевніше був сином або іншим родичем царя Лулі, що помер близько 695 року до н. е. Після цього трон в Тірі захопив Ітобаал, цар Сідона, або його спадкоємець Абдімількат.
В будь-якому разі Баалу I вдалося захопити владу в Тірі близько 680 року до н. е. Можливо це сталося за підтримки ассирійського царя Асархаддона, що не бажав відновлення потужного Тіро-Сідонського царства.
Зберігав вірність Ассирії, тому 677 року до н. е. не підтримав повстання Абдімільката проти Асархаддона. Навпроти сприяв його придушенню. За деякими джерелами навіть захопив Абдімільката, якого видав ассирійцям. За це Баал I отримав частину здобичі під час захопленні Сідону. 676 року до н. е. отримав колишні сідонські володіння — міста Марубба і Сарепта. У 675 і 673 роках в ассирійських написах цар тіра згадується як перший з данників.
Разом з тим невдалий ассирійський похід 673 року до н. е. на Єгипет призвів до того, що Баал I розпочав таємні перемовини з фараоном Тахаркою, розглядаючи його як потужну противагу Ассирії. Невдовзі цар Тіру припинив сплату данини ассирійцям та уклав військовий союз з Манасією, царем Юдеї.
У відповідь ассирійське військо спочатку здолало Юдею, а 671 року до н. е. виступило проти Єгипту. Водночас було взятов облогу Тір. Поразка Тахарки та відсутність союзників призвели до того, що Баал I знову підкорився Асархаддону. Тірський цар сплатив усю заборговану данину і данину на рік вперед, а також відправив до ассирійської столиці Ніневії своїх доньок. Крім того, тір втратив усі володіння в Фінікії, з яких ассирійський цар утворив провінцію Цурі. Баал I вимушений був надати Асархаддону свій флот для вивозу здобичі із захопленого Єгипту.
Невдовзі було укладено договір з Ассирією, за яким цар Тіру визнавав зверхність Ассирії, зобов'язуючись не мати зносин з ворогами останньої, виплачувати данину і надавати допомогу кораблями у війнах. Він також погоджувався на присутність в місті особливого ассирійського чиновника, який повинен був спостерігати за дотриманням Баалом I умов договору, мав повноваження припиняти будь-яку ворожу Асархаддону діяльність тірського царя. Натомість тірські купці отримували право на торгівлю в Ліванських горах, усіх землях власне Ассирії, васальних їй державам.
У 669—667 роках Баал I на вимогу нового ассирійського царя Ашшурбаніпала відправив флот та вояків для походу проти Єгипту. Втім у 663/662 році до н. е. під час нового асирійського походу проти Єгипту Баал I відмовився надсилати флот та війська. Ймовірно це було викликано економічними чинниками. В результаті Тір повстав, на його бік перейшло місто Арвад. Проте фінікійці швидко зазнали поразки, зокрема арвадський цар Якінлу. Напевне через те, що не отримали підтримки інших держав. Баал I вимушений був визнати зверхність Ассирії, відправити до Ніневії в якості заручника спадкоємця трон, а в гарем ассирійського царя свого доньок і небог.
Помер близько 660 року до н. е. Йому спадкував син Яхімільку, якого Ашшурбаніпал відпустив з Ніневеї.